# 蒂宾根大学
埃伯哈德卡爾圖賓根大學（德語：Eberhard Karls Universität Tübingen）通稱蒂宾根大学，又譯图宾根大学、杜賓根大學，位于德国蒂宾根，是德國最古老的大學之一，在自然科學和人文科學領域都享有盛名。大學包括14個院系和30個专业領域，目前大約有27000名學生，男女比约為41:59。2012年入选成功第二阶段德国精英计划，成为德国11所“精英大学”之一。在2019年7月揭晓的第三轮卓越计划评选中，依旧维持了“精英大学”的称号。

## 历史

### 15世纪建校
建校之初，关键人物系梅西特希尔特·冯·德·普法茨，即首位符騰堡公爵埃伯哈德一世的母亲暨奥地利女公爵。 自1463年起，她居住在罗腾堡，后将辛德尔封根的基金会迁至蒂宾根--当时符腾堡州南部最大最重要的城市。1476年，教宗思道四世批准这一行动。梅西特希尔特其实在建立弗莱堡大学的过程中即已扮演了重要角色。而为建立蒂宾根大学，她也说服了她的儿子埃伯哈德参与其中。埃伯哈德的亲信约翰内斯·瑙克勒努斯即成为蒂宾根大学的首任校长并续任多年。而埃伯哈德在建校时的名言“我敢！”迄今仍为大学的校训。
1477年3月11日，蒂宾根大学宣告成立。在最短的时间内，便在内卡河附近建起了两座巨大的教学建筑，从而使得大学在1477年10月起便开始了讲授课。 随后的几年间，大学的其它建筑又迅速筹建，并最终在1482年全部落成。因此，大学也无须再迁往斯图加特，尽管斯图加特在1482年成为了统一的符腾堡州的州首府及艾尔伯特的官邸。
蒂宾根大学今日的全名是在1769年由当时的符腾堡州公爵卡爾·歐根将自己的名同建校时的大公埃伯哈特的名字合并而得来的。他本人在1767年成为校长直至其1793年去世。但因其在斯图加特设立了另一所高等学校，而导致了蒂宾根大学建校以来最大的一个存亡危机。

### 后续发展
1805年在大学最古老而迄今仍在使用的建筑中开设了第一家大学医学院。除建校时初创的四大科系之外，于1817年又开设了一个天主教神学系和一个国民经济学系。1863年艾伯哈特·卡尔斯大学又拥有了德国第一个自然科学系。
在建校450年校庆时，汉斯·艾伦贝克即于1927年7月24日做了重要演说，支持当时的帝国总统及帝国政府。参与此次盛会的还有符腾堡州大公及罗腾堡大主教。约四千名学生从大学游行至卡司坦尼亚大道。
蒂宾根大学在对第三帝国的政治进行学术上的合法化的努力过程中扮演了领导角色。早在德国国家社会主义工人党于1933年帝国议会选举中胜选之前，该校即已几乎没有了犹太籍教师而仅有少数犹太籍学生。后来获得诺贝尔物理奖的汉斯·贝特因其种族出身而于1933年4月20日被大学开除。 此外，宗教哲学家 Traugott Konstantin Oesterreich 和数学家埃利希·卡姆克分别于1933 年和1937年被要求提前退休, 二者都是因为配偶的种族出身。在大学医学院至少有1158名人士被强制绝育。
被众多蒂宾根大学学生视为楷模的哲学教授恩斯特·布洛赫去世之后，自1977年至今的学生圈内将大学称为“恩斯特·布洛赫大学”。 与此相应的标志是一个拧紧的拳头－那是来自布洛赫本人的标志性手势－举起的拳头表示抗议。
1989年初经披露，大学解剖学研究所竟仍在使用从纳粹时期受难者身体里提取的物质所制成的药剂。此批药剂遂被埋葬于解剖学研究所附近的蒂宾根城市公墓，并建有墓碑以纪念逝者。 
在此期间大学曾被划分为14个科系，2010年这些科系被合并为7个科系。大学校徽也于1997年被重新设计。2005年大学发起了蒂宾根－霍恩海姆高校园区，并于2010年成为玛塔里克大学联盟的创始成员。

## 现状

### 院系
自2010年起，蒂宾根大学划分为七个院系：
1. 新教神学院
2. 天主教神学院
3. 法学院
4. 医学院
5. 哲学院
6. 经济与社会科学院
7. 数学与自然科学院

人文科学系所都位于老城，自然科学系所位于城北并有独立的食堂。 

## 排名声誉
蒂宾根大学是德国著名的公立综合大学，是德国精英大学计划和德国U15大学联盟的成员。在2023年QS世界大学排名中，蒂宾根大学位列第169名，其中神学排名第10位，考古学排名第14为，古典及古代历史排名第27位，哲学排名第49位。2023年泰晤士排名中名列第86位，其中艺术与认为排名第27位。上海软科排名为第151-200位，其中医疗技术第41位。US News排名第182位。

## 著名校友
- 黑格尔，將19世纪德国唯心主义哲学运动帶向顶峰，对后世哲学流派产生了深远的影响。代表作為《精神现象学》、《哲学全书》、《逻辑学》和《法哲学原理》。
- 谢林，一般在哲学史上，被認為是德国唯心主义发展中期的主要人物，处在费希特和黑格尔之间。
- 荷尔德林，德国浪漫派诗人，其作品连接了古典和浪漫主义流派。他常被引用的語錄是“人诗意地栖居在大地上”。[10]
- 约翰内斯·开普勒，蒂宾根大學天文学硕士，德国天文学家、数学家，十七世纪科学革命的关键人物。他最为人知的成就是开普勒定律，因此开普勒被冠以“天空的立法者”。[11]
- 弗雷德里希·米歇尔，瑞士生物学家，出生于巴塞尔。他在1869年，首先从白血球的细胞核中，分离出一种他称为“核素”（nuclein，现称核酸）的化学物质，后发现了脱氧核糖核酸。[12]
- 威廉·拉姆齐，英国化学家，1904年诺贝尔化学奖获得者。
- 格奥尔格·维蒂希，德国化学家，1916年於蒂宾根大學學習化學，[13]1979年因将磷化合物用于有机合成之中而与赫伯特·布朗分享诺贝尔化学奖。
- 哈特穆特·米歇尔，蒂宾根大學生物化學系畢業，[14]生物化学家，1988年诺贝尔化学奖得主。
- 克里斯汀·纽斯林-沃尔哈德，德国发育遗传学家，[15]1991年获得拉斯克奖，1995年获得诺贝尔生理学或医学奖。
- 古特·布洛伯尔，德裔美国人生物学家，[16]因发现信号肽被授予1999年诺贝尔生理学或医学奖。
- 伯特·萨克曼，曾就讀於蒂宾根大學醫學系，[17]是一名德国细胞生理学家。1991年，他与厄温·内尔一同夺得诺贝尔生理学或医学奖。
- 库尔特·乔治·基辛格，1966－1969年任联邦德國政府总理。
- 霍斯特·克勒，蒂宾根大学经济学博士学位，德意志联邦共和国第九届联邦总统。
- 卡洛·施密特（英语：Carlo Schmid (German politician)），德國“憲法之父”，蒂宾根大學法律哲學系畢業。[18]
- 康斯坦丁·冯·纽赖特，德国外交部长（1932-1938）。
- 马丁·班格曼, 聯邦德国经济部长（1984-1988年）和欧盟委员（1989-1999）。[19]
- 马丁·瓦尔泽，德国小说家、剧作家。
- 恩斯特·克雷奇默（英语：Ernst Kretschmer），德国精神病学家和心理学家。[20]

## 著名華人校友
- 贝时璋，生物學家，中国细胞学、胚胎学的创始人之一，中国生物物理学的奠基人。他是第一届中央研究院院士和中国科学院院士，負責籌建浙江大學生物系，蒂宾根大學理學博士。
- 乔冠华，中国外交家，清华大学哲学系毕业，蒂宾根大学哲学博士。曾任中华人民共和国外交部部长。
- 张枣，中国现代诗人，1986年出国，常年旅居德国，曾獲蒂宾根大學文哲博士。
- 林山田，蒂宾根大學法學博士，曾任輔仁大學、國立政治大學、國立臺灣大學法律學系教授、台灣教授協會會長、建國黨第一屆副主席，為臺灣刑法學權威。
- 黃茂榮，稅法學者，國立臺灣大學法律系畢業，德國杜賓根大學法學博士。現任國立臺灣大學法律學院終身特聘教授講座教授、中華民國司法院大法官。
- 廖義男，公平交易法學者，國立臺灣大學法律系畢業，德國杜賓根大學法學博士。曾任國立臺灣大學教授及中華民國司法院大法官，專長為公平交易法。
- 黃瑞明，勞動法學者，德國杜賓根大學法學碩士、法學博士，專長為勞動法、民法。
- 盧映潔，刑事法學者，國立臺灣大學法律系畢業，德國杜賓根大學法學博士。現任國立中正大學法學院教授，專長為刑事政策、刑事法。
- 何賴傑，刑事訴訟法學者，德國杜賓根大學法學博士。現任國立政治大學法學院教授。
- 楊雲驊，刑事訴訟法學者，德國杜賓根大學法學博士。現任國立政治大學法學院教授。
- 吳信華，公法學者，德國杜賓根大學法學博士。現任國立中正大學法學院教授。
- 許育典，公法學者，德國杜賓根大學法學博士。現任國立成功大學特聘教授。
- 許澤天，刑事法學者，德國杜賓根大學法學博士。現任國立成功大學法學院教授。
- 薛智仁，刑事法學者，德國杜賓根大學法學博士。現任國立台灣大學法律學院教授。
- 陳重言，刑事法學者，曾任中華民國臺灣臺北地方法院檢察署檢察官，德國杜賓根大學法學博士。現任國立清華大學科技法律研究所 助理教授級實務教師。

## 合作院校
蒂宾根大学的學術聲望享誉全球，每年都有超过1000名蒂宾根大學的學生參與國際交換項目。
- 美国
  - 加州大學伯克利分校
  - 耶魯大學
  - 密歇根大學
  - 理海大學
  - 德州大學奥斯丁分校
  - 布朗大学[22]
- 加拿大
  - 麦吉尔大学
- 英国
  - 剑桥大学
  - 愛丁堡大学
  - 伦敦大学学院[23]
- 中国大陆
  - 北京大學
  - 南京大學
  - 復旦大學
- 香港
  - 香港大學
  - 香港城市大學
- 臺灣
  - 國立臺灣大學
  - 國立清華大學
  - 國立政治大學
  - 國立成功大學
  - 國立中山大學
  - 國立中興大學
  - 國立暨南國際大學
- 新加坡
  - 新加坡國立大學
- 日本
  - 早稻田大學
  - 中央大學
  - 筑波大學
  - 立教大学[24]